# Кончаков, Николай Степанович
Николай Степанович Кончаков (1912—1966) — лейтенант Советской Армии, участник Великой Отечественной войны, Герой Советского Союза (1944).

## Биография
Родился 9 мая 1912 года в селе Чуево-Алабушка (ныне — Уваровский район Тамбовской области). После окончания начальной школы работал в колхозе. В 1934—1937 годах проходил службу в Рабоче-крестьянской Красной Армии. После демобилизации работал в органах НКВД.
В июне 1941 года повторно был призван в армию. С сентября 1942 года — на фронтах Великой Отечественной войны. Участвовал в Сталинградской битве. К сентябрю 1943 года был автоматчиком 75-го стрелкового полка 31-й стрелковой дивизии 46-й армии Юго-Западного фронта. Отличился во время битвы за Днепр.
В ночь с 26 на 27 сентября 1943 года одним из первых переправился через Днепр в районе села Сошиновка Верхнеднепровского района Днепропетровской области Украинской ССР и принял активное участие в боях за захват, удержание и расширение плацдарма. Заменил выбывшего из строя командира отделения. 30 сентября в районе деревни Аулы, отражая немецкую контратаку, зашёл во вражеский тыл и открыл сильный автоматный огонь, заставив противника отступить. 2 октября во время артподготовки первым ворвался в немецкие траншеи, уничтожив 3 солдат и взяв ещё 2 в плен.
Указом Президиума Верховного Совета СССР от 22 февраля 1944 года за «образцовое выполнение боевых заданий командования на фронте борьбы с немецкими захватчиками и проявленные при этом мужество и героизм» красноармеец Николай Кончаков был удостоен звания Героя Советского Союза с вручением ордена Ленина и медали «Золотая Звезда» за номером 2541.
Окончил курсы младших лейтенантов. В июне 1946 года в звании лейтенанта демобилизован. Вернулся в родное село, работал в колхозе. Умер 29 декабря 1966 года, похоронен на кладбище города Уварово Тамбовской области.
Был также награждён рядом медалей.
Бюст Кончакова установлен в Уварово.